# Hirkivka, Rozdilna
Hirkivka (în ucraineană Гірківка) este un sat în comuna Zaharivka din raionul Rozdilna, regiunea Odesa, Ucraina.

## Demografie
Componența lingvistică a localității Hirkivka
     Ucraineană (84,42%)
     Română (12,99%)
     Rusă (2,6%)
Conform recensământului din 2001, majoritatea populației localității Hirkivka era vorbitoare de ucraineană (84,42%), existând în minoritate și vorbitori de română (12,99%) și rusă (2,6%).